# Berlinka (statek)

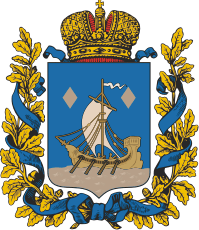
Berlinka na carskim herbie guberni łomżyńskiej i Łomży

Berlinka – płaskodenny statek rzeczny (dawniej żaglowy), większy od szkuty i dubasa.
Charakterystyczną cechą berlinek były tzw. kafy, które zmniejszały opór wody i podnosiły efektywność łodzi podczas płynięcia pod prąd. Były to spiczaste dzioby, które powstawały z wygiętych ku górze desek dna. W  XVIII wieku ich długość mogła dochodzić do 30% całkowitej długości statku, z czasem ulegały one skróceniu. Inne cechy berlinek to: płaskie dno o poszyciu montowanym na styk i lekko rozchylone burty.
W dziobowej części statku ustawiano maszt na którym rozpinano żagiel rozprzowy. Ponieważ na rzece podczas mijania przepraw mostowych maszt mógłby przeszkadzać, można było go złożyć. Żagla używano tylko przy wiatrach wiejących od rufy. Podczas spływu w dół rzeki, na płytkich i krętych odcinkach posługiwano się długimi tykami, którymi odpychano się od dna. Do kierowania statkiem służył ster mocowany na kafie rufowej. Berlinki miały od 19 do 40 metrów długości i od 2,5 do 4,5 metrów szerokości i ładowność od 200-600 ton.
Berlinki budowano zarówno z drewna dębowego jak i sosnowego. Jednak trwałość tych ostatnich wynosiła 5-6 lat, podczas gdy dębowe mogły pływać nawet 10-12 lat.
Berlinka nieposiadająca szpiczastego dziobu (kafy) była nazywana kogutem. W XIX wieku bardzo często użytkowana na wodach Wisły, Narwi (Szlak Batorego) i Bugu. Wincenty Pol w swojej pracy pt. „Rzut oka na północne stoki Karpat” (1851) pisał: Od Krakowa na Wiśle, a od Jarosławia na Sanie chodzą galary, szkuty, dubasy i berlinki.
Według pamiętników Zygmunta Glogera załadowana berlinka pod pełnymi żaglami potrafiła płynąć w górę Wisły z prędkością konia biegnącego kłusem.
Berlinka występowała na carskim herbie Łomży i guberni łomżyńskiej.

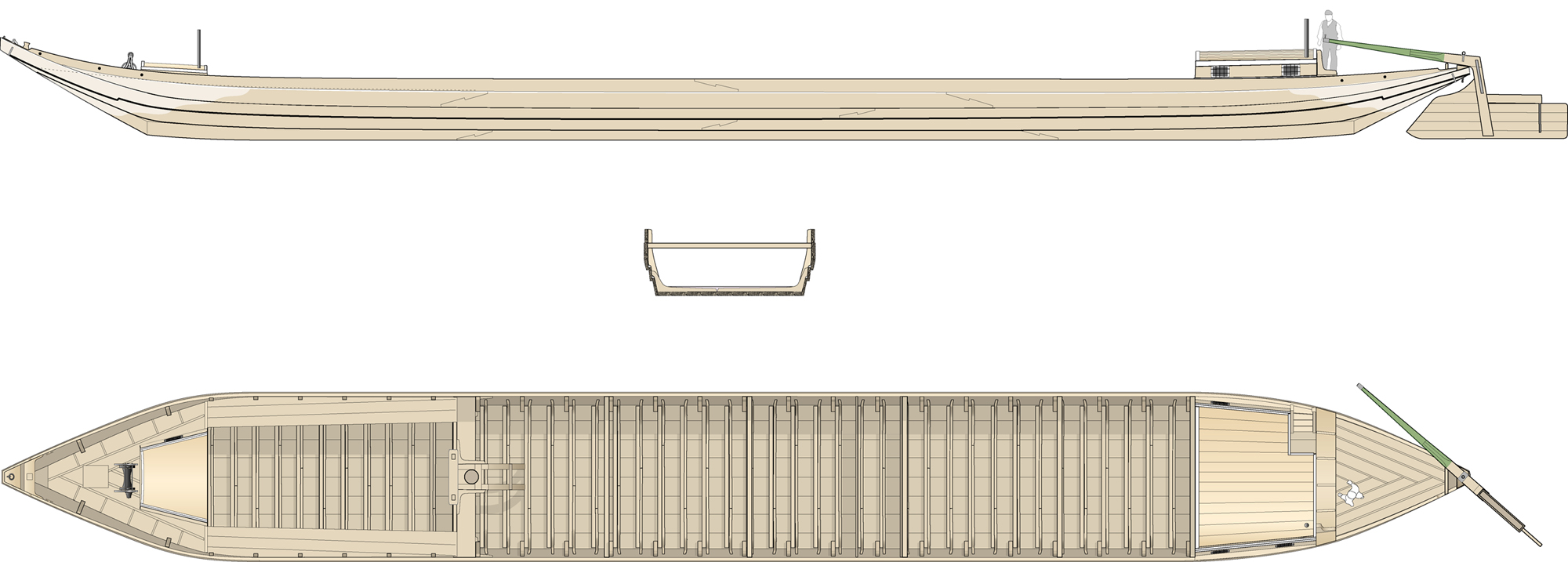
Plan berlinki (rekonstrukcja z 1880 r.)